# Гложене (област Ловеч)
 За другото българско село вижте Гложене (Област Враца).  
Гло̀жене (стара форма на името – Гложане) е село в Северна България. То се намира в община Тетевен, област Ловеч. Разположено е в подножието на връх Камен Лѝсец, по десния бряг на река Вит.

## История

### Каменна ера и античност
Следите от човешко присъствие в земите на днешно Гложене, намерени в пещерата Моровица, подсказват, че местността е била обитавана още през късния палеолит (старокаменната епоха), предпоставки за което не липсват – горски масиви, пълни с дивеч, пълноводна река, удобни пещери. Открити са кремъчни оръдия, мелнични камъни, глинени съдове и др.
По-късно районът е населен от траките (в музея на Гложене могат да се видят някои от находките). От римската епоха все още личат пътища, които са водели покрай реката и през Балкана – по билото на Васильовската планина през Връа (върха) над селото, останките на крепост, стражева кула на левия бряг на реката.

### Средновековие
Според едно предание в далечното минало селото е било разположено малко по̀ на север на левия бряг на реката и се наричало Чѝрен пазар. В началото на XIII век киевският княз Георгий Глож дошъл в България, гонен от татарите, и цар Иван Асен II му предложил тук земя. Според друг вариант на преданието князът с дружината си помогнал на Иван Асен II да свали възкачилия се на престола Борил и в знак на благодарност получил тази земя. На нея, на днешното място, през 1223 г. основал селище и то било наричано по неговото име. Високо на една скала построил и манастир, приличащ на непристъпен средновековен замък-крепост – Гложенския манастир. И друго селище, от западната страна на вр. Камен Лисец – Киевски изво̀р. Преданието казва, че то било на майсторите-руси, които градили манастира. Исторически факт е, че Иван Асен II си възвръща бащиния престол след около 10-годишно изгнание главно в руските земи, тръгвайки от Киев към 1217 г., с помощта на руски (киевски) дружини, и че те поне частично остават в България. Възможно е също землището да е било част от личните владения на някой от царската фамилия Асеневци и названията в района да са свързани с даренията, които Иван Асен II е правил на Гложенския манастир. Във всички случаи топонимията на района се свързва с времената на Асеневци: гората Азаница (Асеница) край Гложене, махалата Ъсен (Асен), наблизо старинната чешма Царичин (царска). А селището Киевски изво̀р е съществувало много векове, имало е дори вилает Киево; по кърджалийско време част от жителите му се разпръсват и основават две други села – Голям извор и Малък извор, а старото си място почват да наричат Старо село.
По време на османското иго село Гложене се е запазило от потурчване за разлика от други села в този край, които насила приели исляма. Гложенци са били освободени от някои данъци и задължения поради войнишкия статут на селото. По това време то се състояло от отдалечени една от друга махали – Кълбочка, Топилища, Ревентà, Зореница, Клисура, Средно бърдо, Няголова вòда, Молевец, Руновица. Според турски регистри от XV век в Гложене е имало 87 български къщи и само 4 турски.
От село Гложене са излезли много хайдути. Известни войводи са Кара Георги, синът му Стоян войвода, Нягол войвода. Народна песен разказва как Стоян станал хайдутин и отмъстил на турците за убийството на баща си – войводата Кара Георги. Предание разказва и за Дели Рада Байрактарка от дружината на Страхил войвода, която загинала в гората край Камен Лѝсец (местността Радино селище).

### Възраждане
Тясната връзка на селото с Гложенския манастир – голям просветен център през Възраждането, оказва огромно влияние върху гложенци. Около 1820 г. е открито училище, а през 1873 г. двама учители обучават 220 ученика. Неслучайно Стоян Заимов пише: „По интелигентност и численост начело на селата в Тетевенско и Орханийско стои Гложане. Това чисто и голямо българско село има̀ важно значение за първите дни на комитетското дело“. Той посочва, че много гложенци прекарвали в търговия по няколко месеца годишно във Влашко и Сърбия, където явно се революционизирали, но и че основна роля изиграл Васил Йонков – Гложенеца.
През 1870 г. Васил Левски основава в Гложене местен революционен комитет, който става един от най-многочислените. Председател е Васил Йонков – Гложенеца, един от най-близките приятели и сътрудници на Левски за цяла България. След Арабаконашкия обир, който той не одобрява, е арестуван и поради многото свидетелски показания за революционната му дейност получава една от най-тежките присъди. Другите членове на Гложенския комитет се спасяват, защото Васил Йонков не издава никого, а те успяват да изгорят архива на комитета.
В четата на Христо Ботев има двама участници от Гложене – Димитър (Дако) Йонков Вутков (брат на Васил Йонков) и Илия Милчев Пандурски.
В Българското опълчение взимат участие 12 души от Гложене, от които двама загиват – Никола Митев Милкоев, убит в битката при Стара Загора на 19 юли 1877 г., и Йото Димов, изчезнал безследно на Шипка, 12 август 1877 г.

### След Освобождението
Гложене има свой представител в Учредителното събрание през 1879 г. – Иван Диков Влахов, участник в националноосвободителното движение.
При първото преброяване на населението на Княжество България (1 януари 1881) в Гложене има 241 частни къщи и 4 – общи. Домакинствата са 252. Жителите са 1323 души (681 мъже и 642 жени). От тях двама са на възраст 91 – 95 г. (мъже), трима са на 96 – 100 г. (един мъж и две жени), а над 100-годишни са също трима души (двама мъже и една жена). Майчиният език на всички е български, с изключение на един мъж с гръцки. По религия православни християни са 1294 души, мохамедани – 27, а непознати – 2. По месторождение освен местните хора има и 10 души от Тракия и Македония (6 мъже и 4 жени), един мъж от друга държава и един неизвестен.
При избухването на Балканската война в 1912 г. 5 души от Гложене са доброволци в Македоно-одринското опълчение – Деко (Дянко, Дечо) Велков (Вълков ), 39-годишен от Гложене, Тетевенско, живеещ в с. Хайредин, Оряховско, 1-ва и 3-та рота на 1-ва дебърска дружина, 27 септември 1912 – 8 август 1913 г., награден с орден „За храброст“ IV степен, Пейо (Пею) Генов, 3-та рота на 1-ва дебърска дружина; 1 октомври 1912 – 10 август 1913 г., Тодор Нейков, 3-та рота на 1-ва дебърска дружина, 1 октомври 1912 – 10 август 1913 г., награден с орден „За храброст“ IV степен, Лило Петков, 3-та рота на 1-ва дебърска дружина, 1 септември 1912 – 10 август 1913 г. , Дако Христев, продоволствен транспорт – МОО, 23 октомври 1912 – 10 август 1913 г.
Още през 1910 г. започва, макар и частична, електрификацията на Гложене: Димитър Петков Диков – Дюлфера и Иван Кутевски откриват цигларско и дъскорезно предприятие, като за движеща сила била използвана водна турбина, към която имало монтирана малка динамомашина. С нейната електроенергия се осветявала част от селото. Мечтата на Димитър Петков обаче била да построи ВЕЦ и да електрифицира цялото Гложене и той започва това предприятие. Реализира го неговият син, предприемачът Петко Димитров Диков, който построява и през 1937 г. пуска в експлоатация водноелектрическата централа „Лисец“. С построяването на ВЕЦ „Лисец“ Гложене е напълно електрифицирано.
През 1933 селото получава одобрение за финасиране от държавния фонд Кооперативни строежи на народни училища.
На 8 март 2007 г. към Гложене са присъединени махалите Зоренишки дол, Лозето, Топилища и Асен.

## Население
Численост и дял на етническите групи според преброяването на населението през 2011 г.:
|                     | Численост | Дял (в %) |
| Общо                | 1090      | 100,00    |
| Българи             | 850       | 77,98     |
| Турци               | 0         | 0,00      |
| Цигани              | 56        | 5,13      |
| Други               | 5         | 0,45      |
| Не се самоопределят | 4         | 0,36      |
| Неотговорили        | 175       | 16,05     |

## Религии
Източно православие. В Гложене има две църкви и един параклис.
- „Св. Никола“, датирана от Късното средновековие, обновена през 1836 г., сега полуразрушена. Има статут на архитектурно-строителна и художествена недвижима ценност от Възраждането и е с категория от местно значение.[31] Нуждае се от спешна консервация и реставрация. Еднокорабна, едноапсидна църква без притвор. Градена от ломен и обработен камък, включително бигор в ъглите. В долните части на апсидата и на стените в олтарната част има долен слой стенописи, датирани най-общо от Късното средновековие. Горният слой стенописи е от обновяването през 1837 г. Иконостасът на църквата е демонтиран и се съхранява в новата църква на Гложене „Св. Димитър“; дърворезбата му е в стила на Тревненската школа, а иконите вероятно са от 1835 – 1836 г.[32]

- „Св. вмчк Димитър“, осветена на 21 септември 1919 г. Действаща само на големи религиозни празници.

- Параклисът „Св. Илия“ се намира във вилна зона Рупци, на около 3 километра южно от с. Гложене.

## Обществени институции
- Кметството се намира в центъра на селото, на ул. „Йото Николов Врачев“ 50, 2-ри етаж. Телефон-факс: 06901-22-40.
- Читалище „Цачо Ненов – 1897 г.“ До 1948 г. носи името на търновския митрополит Антим Брегалнишки, роден в Гложене; преименувано е под външен натиск (от Върховния читалищен съюз).

## Забележителности
- Гложенски манастир „Свети Георги Победоносец“
- Гложенски музей
- Карстов извор и водопад Вара (Въръ) – непостоянен. Неколкостотин метра по-надолу от извора водите му образуват при пълноводие красив 40-метров водопад сред карстови образувания в травертинови скали (бигор). Защитен природен обект. Когато изворът пресъхне се открива голяма водна пещера, от която са проучени едва 175 м.[6]
- Връх Камен Лѝсец (1095 м н.в.) – спуска скални отвеси (около 250-метрови) на север и североизток, северозападните склонове са с вековни гори, по билото има обширни поляни. Гледката от Камен Лисец е изключително панорамна. Гложенският манастир е построен на скален рид, спускащ се от върха.[4][7]
- Пещера Моровица – двуетажна, дължина на пещерните галерии 3250 м (17-о място в България)[33]
- Местност Нягулова вода
- Местност Ямата
- Бездънният пчелин – пропастна пещера
- Драганчовица – гигантски кратер с дълбочина повече от 35 м, обрасъл с напомняща джунгла растителност. Това е била огромна пещерна зала, чийто таван е пропаднал и се образувала днешната пропаст.[6] Свързана е с легенда за красива девойка, която отказала на влюбения в нея змей. Той я вкаменил и сега тя стои на дъното, а около нея – сълзите ѝ-езерца.
- Местност Стефанец
- Местност Връа (т.е. върха)
- Местност Воднà пещ

## Редовни събития
- 01.05 – Празник на с. Гложене
- 24.05 – Традиционен „Връовски оброк“
- 02.08 – Летен панаир
- 31.10 – Годишнина от освобождението на с. Гложене (1877 г.)

## Личности

### Родени в Гложене

#### Преди XX век
- Васил Йонков (около 1838 – 1889) –  български националреволюционар, участник в Първата българска легия (1862 г.) и Втората българска легия (1867 – 1868), един от най-близките сътрудници на Васил Левски не само за районите на Ловеч, Троян, Орхание и Етрополе, но и в Южна България, заточеник в Диарбекир, опълченец, участник в Сръбско-българската война. Първи кмет на с. Гложене.
- Димитър (Дако) Йонков Вутков (? – 1876) – брат на Васил Йонков. Участник в четата на Христо Ботев; след разгрома ѝ достига до Сърбия и се включва в Сръбско-турската война. Загива в боя при Ново село, Видинско, на 22 юли 1876 г.
- Ица Йонковица Вуткова (около 1813 – 1898) – членка на местния революционен комитет, създаден от Васил Левски в с. Гложене, майка на Васил и Дако Йонкови.[15]
- Илия Милчев Пандурски – националреволюционер. През 1875 г. няколко пъти преминава Дунав с важни поръчения на БРЦК за дейците в страната;[10] участник в четата на Христо Ботев, убит в местността Десеткар, с. Черни Вит.
- Йото М. Мазаджиев – български националреволюционар, участник в Сръбско-турската война (1876) в четата на войводата Филипович.[34]
- Иван Диков Влахов (1844 – 1919) – член на местния революционен комитет в с. Гложене, търговец, избран за народен представител в Учредителното събрание, I велико народно събрание, IV ОНС, III ВНС и IV ВНС.
- Дако Диков Влахов – български националреволюционер, член на местния революционен комитет в с. Гложене, създаден от Васил Левски, оставил сведения за комитета, замонашил се в Гложенския манастир като монах Данаил.[15]
- Антим Брегалнишки (1854 – 1914) – български духовник, Търновски митрополит (1891 – 1914)

#### През XX век
- Петко Димитров Диков (1904 – 1994) – предприемач, осъществил построяването на ВЕЦ „Лисец“ и електрифицирал Гложене през 1937 г.
- Йото Николов Врачев (1915  – 1944) – партизанин, командир на чета в партизанския отряд „Георги Бенковски“, загинал в Брусенската битка
- Никола Милчев Нешев (Соколов) – партизанин, командир на II чета в партизанския отряд „Георги Бенковски“, загинал в Отечествената война
- Милчо Соколов (1933 – 2011)  – заместник-окръжен началник на МВР – Ловеч, полковник, кмет на село Гложене
- Иван Генов (1916 – 1984) – сърдечно-съдов хирург, професор, дмн, ръководил първата в България клиника по съдова хирургия на Трета градска болница – София[35]
- Димитър Клисурски (1933 – 2021) – академик, професор, химик[36]
- Димитър Братанов (1909 – 1996) – български политик от БКП и дипломат
- Васил Нешев – генерал, началник танкови войски
- Павлин Димитров – заместник-министър на вътрешните работи (2009 – 2010)
- Петър Хубчев – футболист от националния отбор, четвърти в света на първенството в САЩ през 1994 г., треньор на националния отбор

### По произход от Гложене
- Иван Кутевски (р. 1946) – артист
- Николай Генов (р. 1950) – пещерняк, пътешественик и фотограф, издал над 20 книги
- Николай Милчев (р. 1958) – поет

## Спорт
Селото разполага с футболен стадион „Соколов“, на който играе едноименният отбор. Към стадиона има две прилежащи баскетболни и едно волейболно игрище. В Гложене има и открит плувен 25-метров басейн, който се нуждае от ремонт, за да функционира.

## Кухня
Разпространени ястия в района са от традиционната българска кухня. Характерно ястие: мора (рибена супа).